# Randy Stuart
Randy Stuart, nome d'arte di Elizabeth Shaubell, (Iola, 12 ottobre 1924 – Bakersfield, 20 luglio 1996) è stata un'attrice statunitense.

## Biografia

### Primi anni
Randy Stuart è nata il 12 ottobre 1924 ad Iola, nel Kansas. I suoi genitori, John e Gladys Shaubell, erano musicisti itineranti nel Sud America e nel Middle West. 
Successivamente gli Shaubell si trasferirono a Compton, in California, dove Randy frequentò il liceo e il Compton Junior College.

### Carriera
Esordì come attrice non accreditata nel film del 1947 La superba creola, nel quale recitò accanto a Rex Harrison e Maureen O'Hara. Il suo primo ruolo accreditato fu nella commedia Governante rubacuori dell'anno seguente.
Nel 1949, interpretò il tenente Eloise Billings nel film Ero uno sposo di guerra di Howard Hawks. Nello stesso anno recitò nella commedia musicale Ho incontrato l'amore. Nel 1950 recitò, non accreditata, in Il segreto di una donna di Otto Preminger ed in Eva contro Eva di Joseph L. Mankiewicz.
Nel 1957 recitò nel film di fantascienza Radiazioni BX: distruzione uomo, diretto da Jack Arnold e tratto da un romanzo di Roger Corman. L'anno seguente recitò nel suo ultimo film cinematografico, L'uomo della valle.
La sua ultima apparizione televisiva fu in un episodio del 1976 della serie televisiva Pepper Anderson - Agente speciale.

### Anni successivi
Alla fine degli anni '70 e all'inizio degli anni '80, la Stuart (conosciuta con il suo nome da sposata, Betty Wallis) ebbe un ruolo determinante nello sviluppo del programma per gli ex studenti della Chaminade College Preparatory School di West Hills, in California, dove si erano diplomati i suoi due figli più piccoli. Venne indicata come una vera risorsa per le informazioni sulla scuola. Successivamente ricoprì la carica di direttrice degli affari degli ex studenti presso la Cal State Northridge.

### Vita privata
Stuart si è sposata quattro volte. Il 21 agosto 1943 sposò Kenneth Wayne Smith, dal quale divorziò nel 1945. Il 2 agosto 1947 si risposò con Edward Charles George, dal quale ebbe un figlio e dal quale divorziò nel 1954. Il 25 giugno 1954 si è sposata con Lane Allan, dal quale ha avuto tre figli. La coppia poi divorziò nell'aprile 1968. Il 15 giugno 1971 si risposò con Ernest Dineen Wallis, col quale rimase sposata fino alla di lui morte avvenuta nel 1982.

### Morte
Randy Stuart morì di cancro ai polmoni il 20 luglio 1996, all'età di 71 anni a Bakersfield, California.

## Filmografia

### Cinema
- La superba creola (The Foxes of Harrow), regia di John M. Stahl (1947) Non accreditata
- Governante rubacuori (Sitting Pretty), regia di Walter Lang (1948)
- La strada senza nome (The Street with No Name), regia di William Keighley (1948) Non accreditata
- Amore sotto i tetti (Apartment for Peggy), regia di George Seaton (1948)
- Il ventaglio (The Fan), regia di Otto Preminger (1949)
- Ero uno sposo di guerra (I Was a Male War Bride), regia di Howard Hawks (1949)
- Ho incontrato l'amore (Dancing in the Dark), regia di Irving Reis (1949)
- Il segreto di una donna (Whirlpool), regia di Otto Preminger (1950) Non accreditata
- Una famiglia sottosopra (Stella), regia di Claude Binyon (1950)
- Eva contro Eva (All About Eve), regia di Joseph L. Mankiewicz (1950)
- La conquistatrice (I Can Get It for You Wholesale), regia di Michael Gordon (1951)
- C'è posto per tutti (Room for One More), regia di Norman Taurog (1952)
- Hazard House, regia di Harold Daniels - cortometraggio (1954)
- Esecuzione al tramonto (Star in the Dust), regia di Charles F. Haas (1956)
- Radiazioni BX: distruzione uomo (The Incredible Shrinking Man), regia di Jack Arnold (1957)
- L'uomo della valle (Man from God's Country), regia di Paul Landres (1958)

### Televisione
- Missione pericolosa (Dangerous Assignment) – serie TV, 1 episodio (1952)
- The Schaefer Century Theatre – serie TV, 1 episodio (1952)
- Gruen Guild Playhouse – serie TV, 2 episodi (1952)
- Your Jeweler's Showcase – serie TV, 1 episodio (1952)
- Chevron Theatre – serie TV, 5 episodi (1952-1953)
- The Fisher Family – serie TV, 9 episodi (1952-1953)
- Biff Baker, U.S.A. – serie TV, 26 episodi (1952-1954)
- Lux Video Theatre – serie TV, 1 episodio (1953)
- The Revlon Mirror Theater – serie TV, 1 episodio (1953)
- The Red Skelton Show – serie TV, 3 episodi (1953-1954)
- The Ford Television Theatre – serie TV, 2 episodi (1953-1954)
- Schlitz Playhouse of Stars – serie TV, 2 episodi (1953-1954)
- Cavalcade of America – serie TV, 2 episodi (1953-1955)
- Omnibus – serie TV, 2 episodi (1954)
- Waterfront – serie TV, 1 episodio (1954)
- Mr. & Mrs. North – serie TV, 1 episodio (1954)
- Public Defender – serie TV, 1 episodio (1954)
- Fireside Theatre – serie TV, 1 episodio (1954)
- Treasury Men in Action – serie TV, 2 episodi (1954-1955)
- The George Burns and Gracie Allen Show – serie TV, 1 episodio (1955)
- I segreti della metropoli (Big Town) – serie TV, 1 episodio (1955)
- The Whistler – serie TV, 1 episodio (1955)
- Stage 7 – serie TV, 1 episodio (1955)
- The Star and the Story – serie TV, 1 episodio (1955)
- The Millionaire – serie TV, 1 episodio (1955-1956)
- It's a Great Life – serie TV, 2 episodi (1956)
- Matinee Theater – serie TV, 1 episodio (1956)
- Strange Stories – serie TV, 1 episodio (1956)
- Colt .45 – serie TV, 1 episodio (1958)
- Cheyenne – serie TV, 4 episodi (1958-1961)
- Cimarron City – serie TV, 1 episodio (1959)
- Adventure Showcase – serie TV, 1 episodio (1959)
- Le leggendarie imprese di Wyatt Earp (The Life and Legend of Wyatt Earp) – serie TV, 18 episodi (1959-1960)
- Alcoa Theatre – serie TV, 1 episodio (1960)
- Bronco – serie TV, 1 episodio (1960)
- Bourbon Street Beat – serie TV, 2 episodi (1960)
- One Step Beyond – serie TV, 1 episodio (1960)
- Lawman – serie TV, 2 episodi (1960-1961)
- The Roaring 20's – serie TV, 1 episodio (1961)
- Bonanza – serie TV, 1 episodio (1961)
- Maverick – serie TV, 1 episodio (1961)
- Peter Gunn – serie TV, 1 episodio (1961)
- Indirizzo permanente (77 Sunset Strip) – serie TV, 1 episodio (1962)
- Hawaiian Eye – serie TV, 2 episodi (1962-1963)
- Dragnet (Dragnet 1967) – serie TV, 2 episodi (1967-1968)
- Marcus Welby (Marcus Welby, M.D.) – serie TV, 1 episodio (1975)
- Pepper Anderson - Agente speciale (Police Woman) – serie TV, 1 episodio (1976)

## Doppiatrici italiane
Nelle versioni in italiano delle opere in cui ha recitato, Randy Stuart è stata doppiata da:
- Adriana De Roberto in Amore sotto i tetti
- Clelia Bernacchi in La conquistatrice
- Dhia Cristiani in Esecuzione al tramonto
- Rosetta Calavetta in Radiazioni BX: distruzione uomo e L'uomo della valle